# محمد هاشم (نماینده پارلمان)
محمد هاشم (زاده ۱۳۳۹ ولسوالی میمنه ولایت فاریاب) سیاستمدار افغانستان و نماینده مردم ولایت فاریاب در دوره شانزدهم مجلس نمایندگان است. وی در مجلس شانزدهم نمایندگان افغانستان عضو کمیسیون اقتصاد ملی می‌باشد.

## زندگی‌نامه
محمد هاشم زاده ۱۳۳۹ از ولسوالی میمنه ولایت فاریاب می‌باشد. ایشان تحصیلات متوسطه خود را در حربی ښونځی کابل به پایان رسانید و پس از آن شامل آکادمی تخنیک کابل گردید و توانست سند فراغت را بدست آورد.

## دیگر فعالیت‌ها
دیگر فعالیت‌های ایشان:
- خدمت در بخش نظامی.
- عضو هیئت مدیره اتاق تجارت وصنایع افغانستان.
- عضو هیئت مدیره افکو(اتحادیه بارچالانی‌های افغانستان).
- رئیس شرکت ترانزیتی برادران اتحاد.
- معاون شورای مردمی فاریاب مقیم کابل.